# عطا محمد نور
عطا محمد نور زاده (۱۳۴۳ در مزار شریف) سیاستمدار تاجیک‌تبار افغانستان است. وی یکی از فرماندهان مجاهدین افغانستان در دوران جنگ شوروی در افغانستان و جنگ داخلی ضد طالبان و سال ۲۰۰۴ تا ۲۰۱۸ والی ولایت بلخ بود، عطا در تاریخ ۲۸ حوت ۱۳۹۹ بعد از برگزاری کنگره جمعیت اسلامی افغانستان به اتفاق آرا به حیث رهبر این حزب تعین گردید.

## دوران جنگ داخلی
عطا محمد نور تاجیک‌تبار است. وی تعلیمات ابتدایی را در مکتب قاضی حمیدالدین و متوسطه را در لیسه عالی باختر مزارشریف گذرانده و از ۱۹ سالگی به جمع مجاهدین افغان پیوست و از فرماندهان جمعیت اسلامی افغانستان (به رهبری برهان‌الدین ربانی) و شورای نظار (به رهبری احمدشاه مسعود) در شمال افغانستان شد. در زمان تأسیس جنبش ملی اسلامی افغانستان در سال ۱۳۷۱ به رهبری عبدالرشید دوستم از اعضای مؤسس این جریان بود و به عنوان اولین نایب رئیس این حزب انتخاب شد. اما یک سال بعد از جنبش جدا شده و در زمستان ۱۳۷۲ جنگ خونینی با نیروهای دوستم برای کنترل شهر مزارشریف داشت. دوستم در این نبرد پیروز شده و با نیروی ده هزار نفری خود مزارشریف و بخش مهمی از شمال افغانستان را از کنترل دولت اسلامی افغانستان (دولت ربانی) به درآورد.
عطا نور پس از به قدرت رسیدن طالبان به عنوان یکی از فرماندهان اصلی ائتلاف شمال زیر نظر احمد شاه مسعود فعالیت می‌کرد. در پاییز ۱۳۸۰ نیروهای عطا نور و دوستم با همکاری یکدیگر طالبان را از مزارشریف بیرون راندند. بر اساس گزارش دیده‌بان حقوق بشر در پاییز و زمستان ۱۳۸۰ موارد متعددی از غارت و خشونت سیستماتیک علیه پشتوهای شمال افغانستان اتفاق افتاد که عمدتاً نیروهای تحت امر دوستم، عطا نور و محمد محقق مرتکب آن شده بودند. روستاییان پشتو فقط به این دلیل مورد حمله قرار می‌گرفتند که از لحاظ تباری با طالبان در انجام ظلم و ستم همکار بودند.

## دوران پس از سقوط طالبان
پس از سقوط طالبان و برقراری جمهوری اسلامی افغانستان به ریاست حامد کرزی دوباره عطامحمد نور و دوستم به صورت دشمنان یکدیگر درآمده و نیروهای تحت امر آن‌ها با استفاده از نیروهای زرهی و توپخانه چندین بار برای تصرف مزارشریف با یکدیگر درگیر شدند. آن‌ها در سال ۱۳۸۳ با فشار دولت مرکزی و جامعه بین‌المللی به مصالحه‌ای برای تقسیم قدرت در شمال افغانستان دست یافتند که بر اساس آن دوستم قبول کرد که مزارشریف و بیشتر ولایت بلخ در اختیار عطا نور باشد و عطا نور هم پذیرفت که نفوذ دوستم در مناطق دیگر شمال افغانستان را به چالش نکشد.
عطا نور پس از آن کنترل قابل توجهی بر ولایت بلخ داشته و توانسته علاوه بر تاجیک‌ها حمایت اقوام دیگر منطقه از جمله ازبک‌ها، ترکمن‌ها، عرب‌تبارها و هزاره‌ها را نیز به دست آورد. برنامه‌های او توانسته امنیت و توسعه قابل توجهی را برای بلخ به ارمغان آورد، آبادی و عمران بلخ را مدیون او می‌دانند هرچند بسیاری معتقدند که او از قدرت خود برای ثروت‌اندوزی استفاده کرده‌است.
عطا محمد نور از طرفداران حقوق زنان است که با کلیه اشکال خشونت علیه زنان مخالفت کرده و طرفدار استفاده از زنان برای توسعه و بازسازی کشور است. عطا نور در انتخابات ریاست‌جمهوری ۱۳۸۸ افغانستان از عبدالله عبدالله متحد قدیمی خود در جمعیت اسلامی و ائتلاف شمال حمایت کرده اما از انتقاد صریح از حامد کرزی پرهیز می‌کرد.

## انتخابات سال ۱۳۹۳ خورشیدی
عطا نور در انتخابات ریاست جمهوری ۱۳۹۳ افغانستان از عبدالله عبدالله متحد قدیمی خود در جمعیت اسلامی و ائتلاف شمال حمایت کرده اما به صورت کامل پیروز نگشت و عبدالله عبدالله به عنوان رئیس اجرایی دولت ائتلافی وحدت ملی به ریاست جمهوری اشرف غنی تعیین شد.
- عطا محمد نور به خاطر دست نیافتن به خواسته‌هایش در اواخر سال ۱۳۹۵ خورشیدی از عبدالله عبدالله به شدت انتقاد کرده و حمایت از وی را یک اشتباه بزرگ خواند.[۳]
- در مردادماه ۱۳۹۶، آصف مهمند، عضو شورای ولایتی بلخ مدعی شد که پس از بازداشت از سوی عطا محمد نور، والی بلخ، پسرانش و محافظانش مورد لت و کوب قرار گرفته‌است.[۴]
- هواپیمایی که حامل عطا محمد نور و باتور دوستم (فرزند جنرال دوستم و سرپرست حزب ملی اسلامی افغانستان) بود اجازه پرواز به قندهار که نشستی توسط مخالفین دولت در قوس ۱۳۹۶ برگزار شده بود نیافت. نور در واکنش به این رویداد عنوان کرد که «رهبری حکومت به ما اجازه پرواز نداد و این کار غیرقانونی، غیراخلاقی و غیرانسانی هست». اداره هوانوردی افغانستان در این باره عنوان کرد که پرواز شبانه به قندهار باید با نیروهای ناتو هماهنگ شود.[۵]
- در تاریخ ۲۷ قوس ۱۳۹۶ دولت افغانستان اعلام کرده که استعفای عطا محمد نور را پذیرفته و به‌جای او محمد داوود به عنوان والی جدید بلخ تعیین شده‌است.[۶] نور در واکنش به این اقدام اعلام کرد که استعفا را قبول نمی‌کند و از مقامش کناره‌گیری نمی‌کند. او عنوان کرد که این استعفا را در مقابل شروط دو طرفه امضا کرده اما دولت از انجام شرایط توافق‌نامه سرباز زده و بنابراین تأیید برکناریش منتفی است.[۷] بالاخره پس از ماه‌ها عطا محمد نور در مراسم نوروز ۱۳۹۷ که در مزارشریف برگزار شده بود اعلام کرد که توافقی بین او و دولت صورت گرفته و حاضر است از سمت والی بلخ کناره‌گیری کند تا محمد اسحاق رهگذر که مدتی قبل معرفی شده بود جانشین وی شود. در ۲ حمل/فروردین ۱۳۹۷ محمد اسحاق رهگذر رسماً فعالیت خود را به عنوان والی بلخ شروع کرد.[۸]